# Michelangelo Albertazzi
Michelangelo Albertazzi (Bologna, 7 januari 1991) is een Italiaans voetballer die bij voorkeur als  verdediger speelt. Hij verruilde in 2015 AC Milan voor Hellas Verona. 

## Clubcarrière
Albertazzi speelde in de jeugd van Bologna, dat op 30 augustus 2007 voor één miljoen euro de helft van zijn transferrechten verkocht aan AC Milan. In juli 2011 werd hij voor zes maanden uitgeleend aan Getafe CF, waar hij niet aan de bak kwam. In januari 2012 werd hij voor zes maanden uitgeleend aan AS Varese, waarvoor Albertazzi debuteerde in het betaald voetbal, in de Serie B. Tijdens het seizoen 2012/13 en 2013/14 werd hij uitgeleend aan Hellas Verona. In zijn eerste seizoen bij Hellas Verona dwong hij met de club promotie af naar de Serie A. In zijn tweede seizoen speelde hij vijftien competitiewedstrijden mee op het hoogste niveau. Hij verruilde in 2015 AC Milan voor Hellas Verona. 

## Interlandcarrière
Albertazzi kwam uit voor diverse Italiaanse nationale jeugdelftallen. Hij speelde onder meer 17 interlands voor Italië –19 en 18 interlands voor Italië –20.